# Auengrund
Auengrund là một đô thị ở huyện Hildburghausen, ở bang Thüringen, Đức. Đô thị này có diện tích 37,07 km², dân số thời điểm ngày 31 tháng 12 năm 2006 là 3346 người.